# Casa Soteras
La Casa Soteras és un edifici del centre de Terrassa (Vallès Occidental), situat al carrer de Sant Jaume, protegit com a bé cultural d'interès local. Va llotjar l'antic Banc de Terrassa.

## L'edifici
És un edifici de caràcter monumental, entre mitgeres, de planta baixa, principal i pis. La façana és de composició simètrica i està formada per un cos central i dos de laterals que el flanquegen, coronats per una torre cadascun, amb pinyons modernistes. La gran portalada central va ser substituïda en la reforma de 1944 per dues portes laterals petites quan es va adaptar per a habitatge particular.

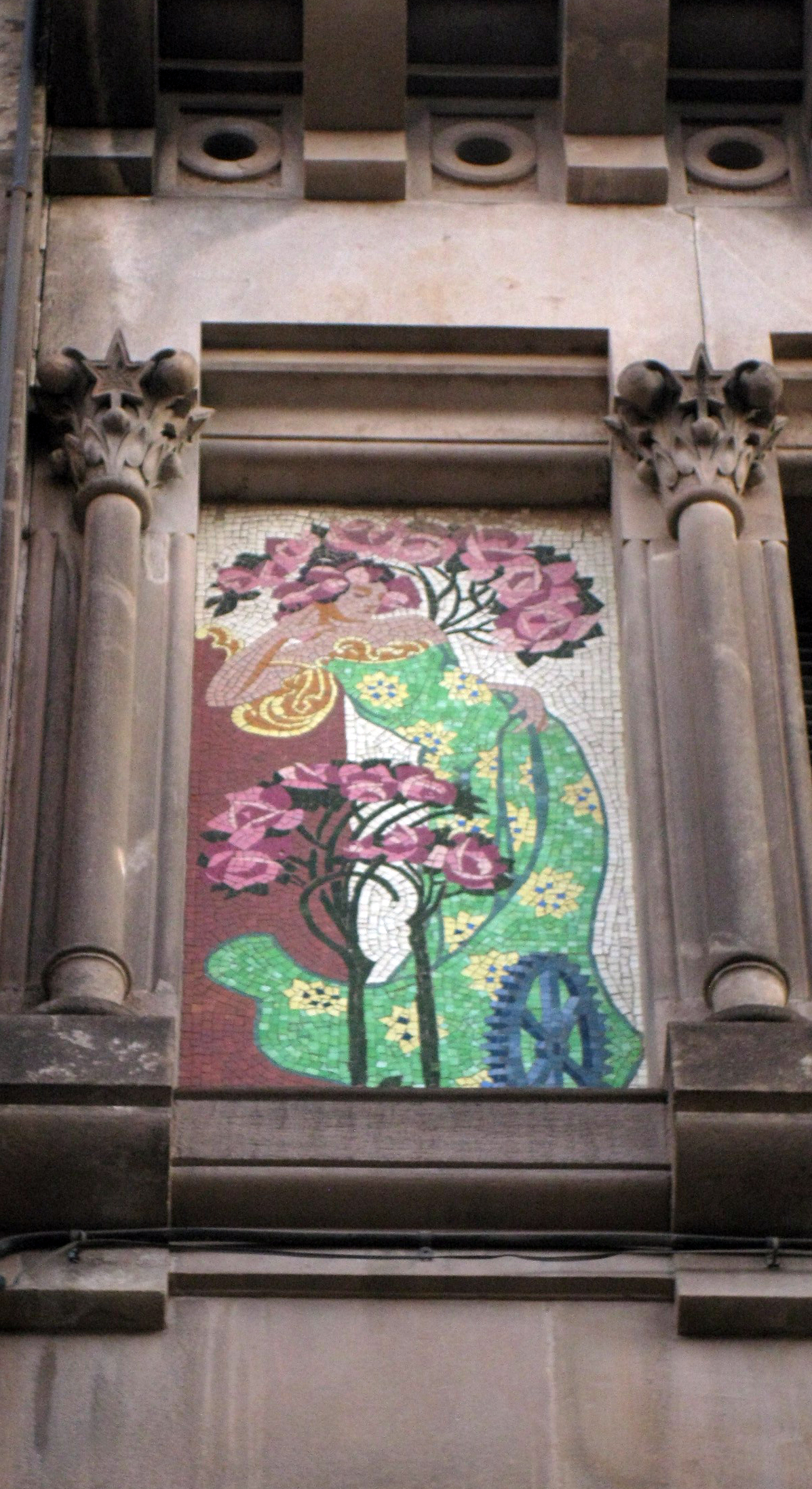
Mosaic amb l'al·legoria de la indústria

Està concebut en un estil monumentalista i sumptuós, amb elements propis del modernisme historicista. A la planta noble hi destaquen dos plafons de mosaic amb figures femenines i corona la façana un gran escut de la ciutat.

## El Banc de Terrassa
El Banc de Terrassa es va fundar el 24 de desembre de 1881 a iniciativa de 9 industrials llaners i 7 terratinents de la ciutat com a banca comercial, ja que la indústria local requeria l'ús de girs i descomptes comercials, i gairebé no es dedicava al crèdit. Es va traslladar al nou edifici del carrer de Sant Jaume el 1892, que fou reformat per l'arquitecte Salvador Soteras i Taberner, segons un projecte del 17 d'agost de 1909.
El 1914 va establir una sucursal a Olesa de Montserrat, la primera d'una vintena que va obrir per tot Catalunya. Gràcies a aquesta xarxa de sucursals va aconseguir el contracte de recaptació d'impostos de la Mancomunitat. El 1920 obre una sucursal a Barcelona per aprofitar el negoci de l'època: l'especulació amb divises, però la crisi econòmica va portar el banc a fer suspensió de pagaments, i l'any 1924 el banc, que havia estat el segon més important de Catalunya després del Banc de Barcelona, va acabar fent fallida. El 14 d'abril del 1924 es va reconvertir en el Banc Comercial de Terrassa, que tenia la seu al mateix edifici del carrer de Sant Jaume, fins que el 1944 es va traslladar a la nova seu del carrer Major. Aquesta darrera entitat financera es va acabar integrant definitivament el 1956 en el Banc Comercial Transatlàntic, una filial del Deutsche Bank.